# Deutsch-Film-Produktion
Die Deutsch-Film-Produktion (DFP) war eine Filmproduktionsfirma in Berlin, die 1929 durch Waldemar Roger gegründet wurde.
Zweck der Gründung war ursprünglich nur, dass Friedrich Wilhelm Murnaus Klassiker Nosferatu – Eine Symphonie des Grauens, der bis dahin nur als Stummfilm veröffentlicht worden war, neu in den Vertrieb gebracht werden sollte, diesmal mit Ton. Der Film wurde umgeschnitten, neue Szenen wurden hinzugefügt und der Titel lautete nun: Die zwölfte Stunde – Eine Nacht des Grauens.
Waldemar Roger hatte 1928 Kontakt zu Albin Grau bekommen, dem Produzenten des Nosferatu-Films. Roger kaufte ihm die Weltrechte für den Film ab. Da Nosferatu 1923 per Gerichtsbeschluss verboten wurde, nahm Roger sich vor, den Film so sehr zu verändern, dass der Eindruck entstehen würde, es handele sich um einen vollkommen neuen Film. 
Roger bekam von Grau die Originalnegativ-Kamerarollen; es handelte sich um eine sehr große Menge Filmmaterial. Es war nun möglich, auch Szenen, die 1921 der Schere zum Opfer gefallen waren, in den Film einzubauen.
Der Film wurde nur ein mäßiger Erfolg. Als Grund für die eher geringe Resonanz muss man sehen, dass einige nachgedrehte Szenen nicht mit dem alten Murnau-Material zusammenpassten. Manche Kritiker merkten jedoch an, dass Roger mit der neuen Version die unheimliche Atmosphäre des Filmes gesteigert habe. Eine neu gedrehte und in den Film eingeschnittene Totenmesse wurde vielfach als sehr gelungen bezeichnet.
Nach diesem Film brachte die DFP nur noch zu zwei amerikanischen Beiprogramm-Filmen deutsche Fassungen heraus. Die Firma wurde von Roger 1934 wieder abgemeldet.

## Filmografie
- 1929/30 – Die zwölfte Stunde – Eine Nacht des Grauens
- 1930 – In höchster Gefahr
- 1930 – Bill… Augen auf